# تیم ملی بسکتبال کانادا

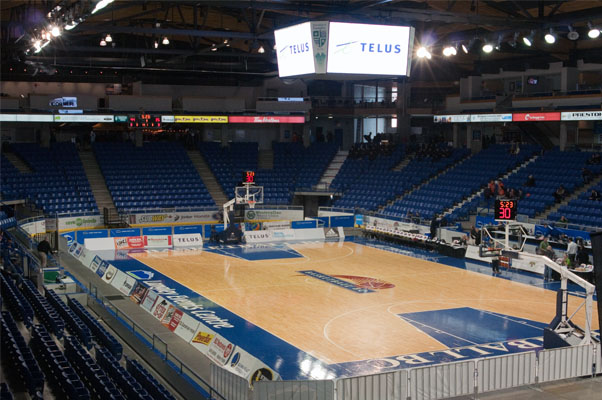

تیم ملی بسکتبال کانادا، نام تیم رسمی بزرگسالان کشور کانادا است.
این تیم در سال ۲۰۱۲ در رده‌بندی جهانی فیبا در رتبه بیست و چهارم جهان بود.

## چشم‌انداز
از آنجا که این کشور اعتبار خود را برای معرفی مخترع بازی از آن خود کرده‌است، تیم ملی کانادا اغلب در مرحله جهانی رقیب اصلی بوده‌است. با این حال، هنوز منتظر کسب عنوان اول خود در مسابقات بین‌المللی بزرگ است. به خصوص در دهه ۱۹۷۰و ۱۹۸۰، تیم کانادا به‌طور مداوم در بین تیم‌های برتر جهان قرار گرفت. ظهور استیو نش باعث تقویت این تیم در دهه ۱۹۹۰شد.. در سپتامبر ۲۰۰۹، کانادا در مسابقات قهرمانی آمریکا به رتبه چهارم رسید. با این رده کانادا راهی جام جهانی ۲۰۱۰ شد، این تیم آخرین (ششم) گروه D را به پایان رساند و در رتبه ۲۲ جام جهانی قرار گرفت.منتقدان عدم حضور نش، دالمبرت، جامالا مگلوایر و مت بونر را باعث عملکرد ناامیدکننده کانادا در مسابقات جام جهانی مقصر دانستند.

## بازیکنان کنونی
- مت بانر: سن آنتونیو اسپرز
- کوری جوزف: سن آنتونیو اسپرز
- استیو نش: لس‌آنجلس لیکرز
- ساموئل دالمبرت: هیوستون راکتس